# Jóhannes Valgeirsson
Jóhannes Valgeirsson (1968. január 6. –) izlandi nemzetközi labdarúgó-játékvezető.	

## Pályafutása

### Nemzeti játékvezetés
2002-ben lett az I. Liga játékvezetője. A nemzeti játékvezetéstől 2010-ben vonult vissza.

### =Nemzetközi játékvezetés
Az Izlandi labdarúgó-szövetség Játékvezető Bizottsága (JB) terjesztette fel nemzetközi játékvezetőnek, a Nemzetközi Labdarúgó-szövetség (FIFA) 2004-től tartotta nyilván bírói keretében. Több nemzetek közötti válogatott és klubmérkőzést vezetett, vagy működő társának 4. bíróként segített. FIFA JB besorolás szerint 3. kategóriás bíró. Az izlandi nemzetközi játékvezetők rangsorában, a világbajnokság-Európa-bajnokság sorrendjében többedmagával az 5. helyet foglalja el 2 találkozó szolgálatával. Az aktív nemzetközi játékvezetéstől 2009-ben búcsúzott. Válogatott mérkőzéseinek száma: 4.

#### Világbajnokság
A világbajnoki döntőhöz vezető úton Dél-Afrikába a XIX., a 2010-es labdarúgó-világbajnokságra a FIFA JB bíróként alkalmazta.

##### Selejtező mérkőzés
| Időpont           | Helyszín                | Mérkőzés típusa           | Mérkőzés           | Eredmény | Nézők száma |
| ----------------- | ----------------------- | ------------------------- | ------------------ | -------- | ----------- |
| 2008. október 15. | Nemzeti Stadion, Attard | előselejtező (1. csoport) | Málta–Magyarország | 0 – 1    | 4797        |

#### Európa-bajnokság
Az európai labdarúgó torna döntőjéhez vezető úton Ausztriába és Svájcba a XIII., a 2008-as labdarúgó-Európa-bajnokságra az UEFA JB játékvezetőként foglalkoztatta.

##### Selejtező mérkőzés
| Időpont           | Helyszín                         | Mérkőzés típusa           | Mérkőzés             | Eredmény | Nézők száma |
| ----------------- | -------------------------------- | ------------------------- | -------------------- | -------- | ----------- |
| 2007. október 17. | Baldvin király Stadion, Brüsszel | előselejtező (A. csoport) | Belgium–Örményország | 3 – 0    | 14 812      |